# 维托尔德·沃伊达
维托尔德·沃伊达（波蘭語：Witold Woyda，1939年5月10日—2008年5月5日），波兰男子击剑运动员。他曾参加1960年、1964年、1968年和1972年四届夏季奥运会，共收获两枚金牌、一枚银牌和一枚铜牌。